# Helleborus niger
Espèce
Classification phylogénétique
Pour l’article homonyme, voir La Rose de Noël.
L’hellébore noir, ellébore noir ou rose de Noël (Helleborus niger L., 1753), est une espèce de plante acaulescente de la famille des Ranunculaceae. Elle est vivace, rhizomateuse, à longue floraison hivernale, d'où son nom de rose de Noël.
On l'appelle également herbe aux fous, pied de griffon, pied de lion, patte d’ours, rose de serpent ou pain de couleuvre. C'est la seule espèce de la section Helleborus.

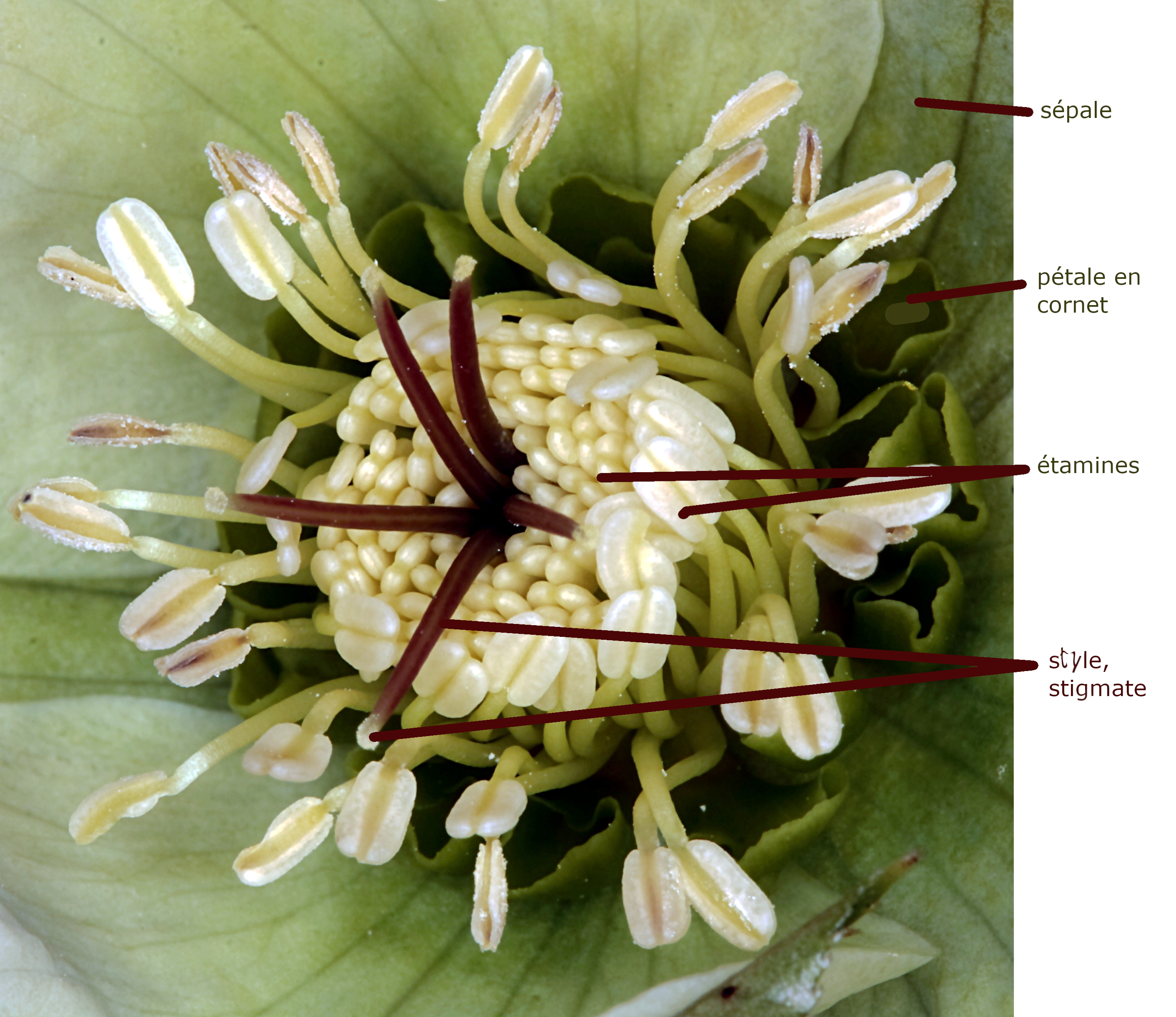
H. niger, les pétales en cornet

## Étymologie
Le nom scientifique Helleborus niger a été créé par Carl Linné en 1753 dans Species plantarum. Le nom elleborus en latin et ἐλλέβορος - elleboros en grec désignait deux plantes, le noir (elleborus niger) étant Helleborus cyclophyllus (A. Braun) Boiss., qui était employé comme remède contre la folie, et le blanc Veratrum album L..
L'épithète spécifique niger est un mot latin signifiant « noir» qualifiant ses racines.
En français, le terme hellébore (orthographié aussi ellébore) est un nom masculin, comme en latin.

## Histoire
L’ellébore (ἐλλέβορος, elleboros) est la plante la plus citée dans le Corpus hippocratique. Cette matière médicale pouvait désigner l’ellébore blanc (Veratrum album) ou l’ellébore noir (ελλέβορος μέλας, elleboros melas). Pendant longtemps l’ellébore noir fut identifié en Europe occidentale à une espèce d’ellébore originaire de la région alpine et nommée par Linné Helleborus niger, la rose de Noël. À la suite du voyage de Tournefort au Levant, il fut identifié comme Helleborus orientalis, une plante de la Grande Grèce. Maintenant, on le considère comme l’Helleborus cyclophyllus (Jacques André).
Jadis l’Helleborus niger était considérée comme une plante magique associée à la magie noire. Selon la légende, lorsque le bétail paraissait empoisonné, il fallait lui percer l'oreille et y glisser un fragment de racine de rose de Noël et l'animal était rétabli en 24 heures.

## Caractéristiques
- Feuillage : feuillage persistant, les nouvelles feuilles apparaissant avec les tiges florales. Les feuilles pédalées à 7 à 9 segments sont vert foncé, épaisses et coriaces, à quelques fortes dents dans leur moitié supérieure.
- Organes reproducteurs
  - Type d'inflorescence : fleurs terminales, solitaires ou par deux, blanches parfois rosées tournant au rose profond en fin de floraison.  Les fleurs ont toutes 5 sépales étalées à peine concaves, des pétales en cornet plus courts que les étamines réduits en nectaires, et de nombreuses étamines bien visibles[4], plusieurs carpelles libres (dialycarpellés). Elles sont regroupées en cymes et font de 5 à 8 (12) cm de diamètre[5].
  - Répartition des sexes : hermaphrodite
  - Type de pollinisation : entomogame. La plante est mellifère.
  - Période de floraison : janvier à avril

- Graines
  - Type de fruit : follicule
  - Mode de dissémination : les graines qui possèdent un éléosome sont disséminées par les fourmis.

- Racines
  - De couleur noire, qui lui donne son nom d'espèce niger d'hellébore noir[6]

## Habitat et répartition
C'est une plante vivace très rustique, originaire d'Europe centrale. Elle pousse naturellement dans les sous-bois, les broussailles et les prairies de montagne. La plante se développe en touffe compacte, atteignant environ 30 à 45 cm de haut. Elle résiste au gel de l'ordre de −25 °C et peut fleurir sous la neige,. 
- Habitat type : ourlets basophiles médioeuropéens, xérophiles
- Aire de répartition : forêts de pente des Alpes centrales et orientales entre 300 et 1 800 m d’altitude, en terrain calcaire. En altitude elle fleurit au printemps après la fonte des neiges.
- Elle pousse à l'ombre, souvent sous des arbustes caducs, faisant croire à une certaine fragilité, alors qu'elle brave sans aucun souci les rigueurs de l'hiver[6].

Données d'après : Julve, Ph., 1998 ff. - Baseflor. Index botanique, écologique et chorologique de la flore de France. Version : 23 avril 2004.
La sous-espèce macranthus, qu’on rencontre dans les Alpes juliennes (nord-est de l’Italie et région frontalière de la Slovénie), a des feuilles faiblement dentées, parfois légèrement bleutées, et de plus grandes fleurs (diamètre floral atteignant 9 cm).

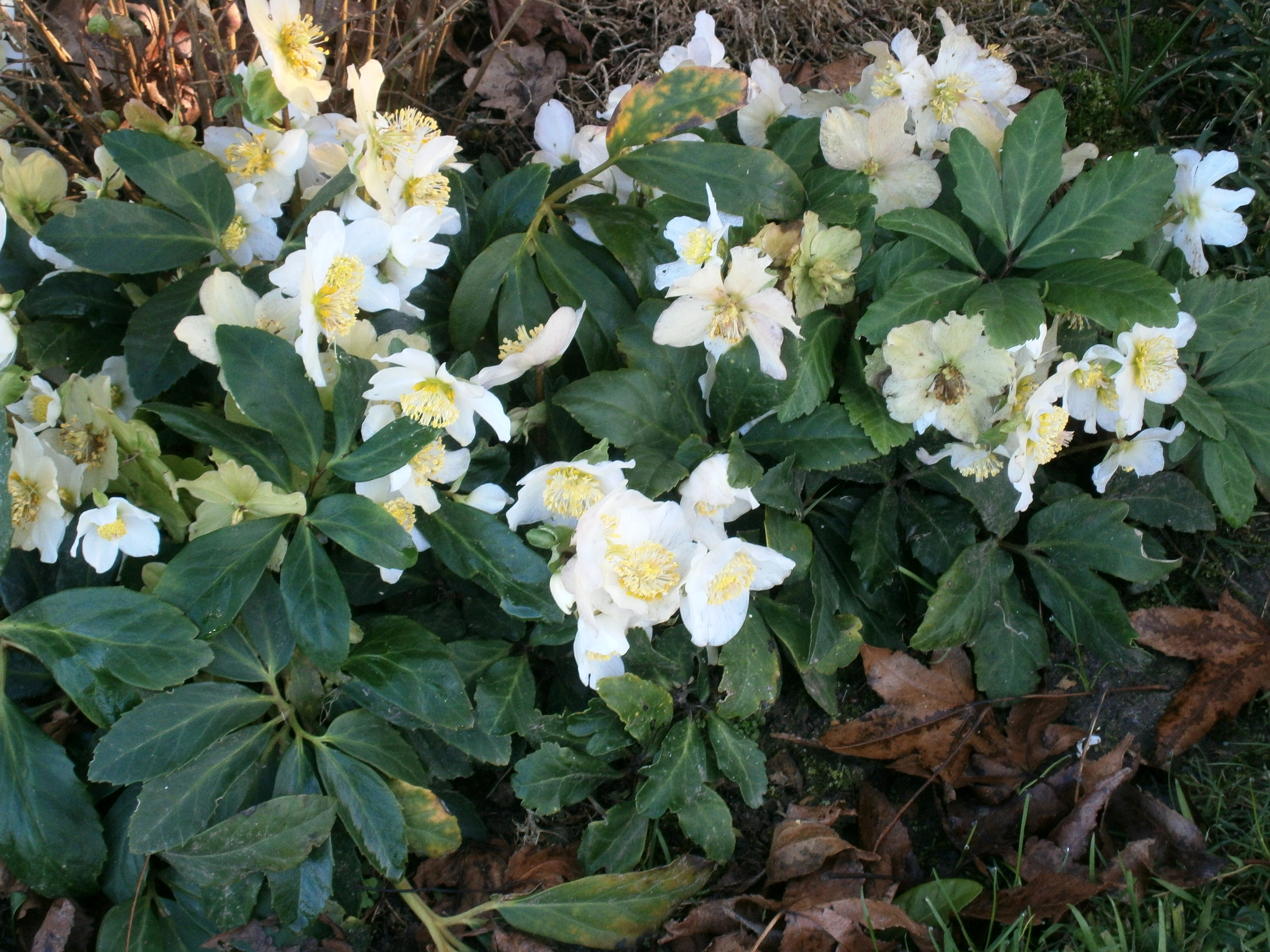
Un groupe de roses de Noël
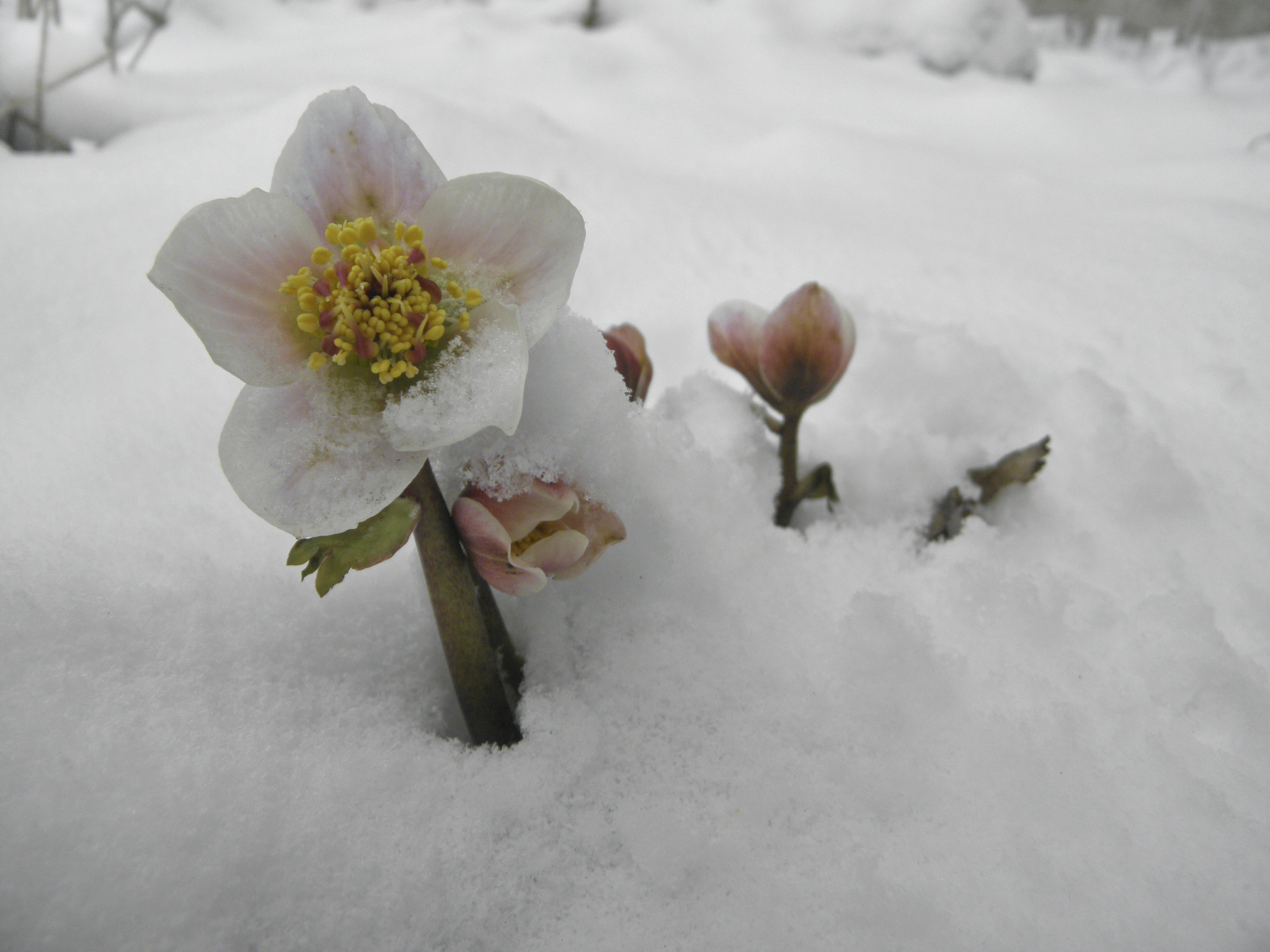
Après une chute de neige.
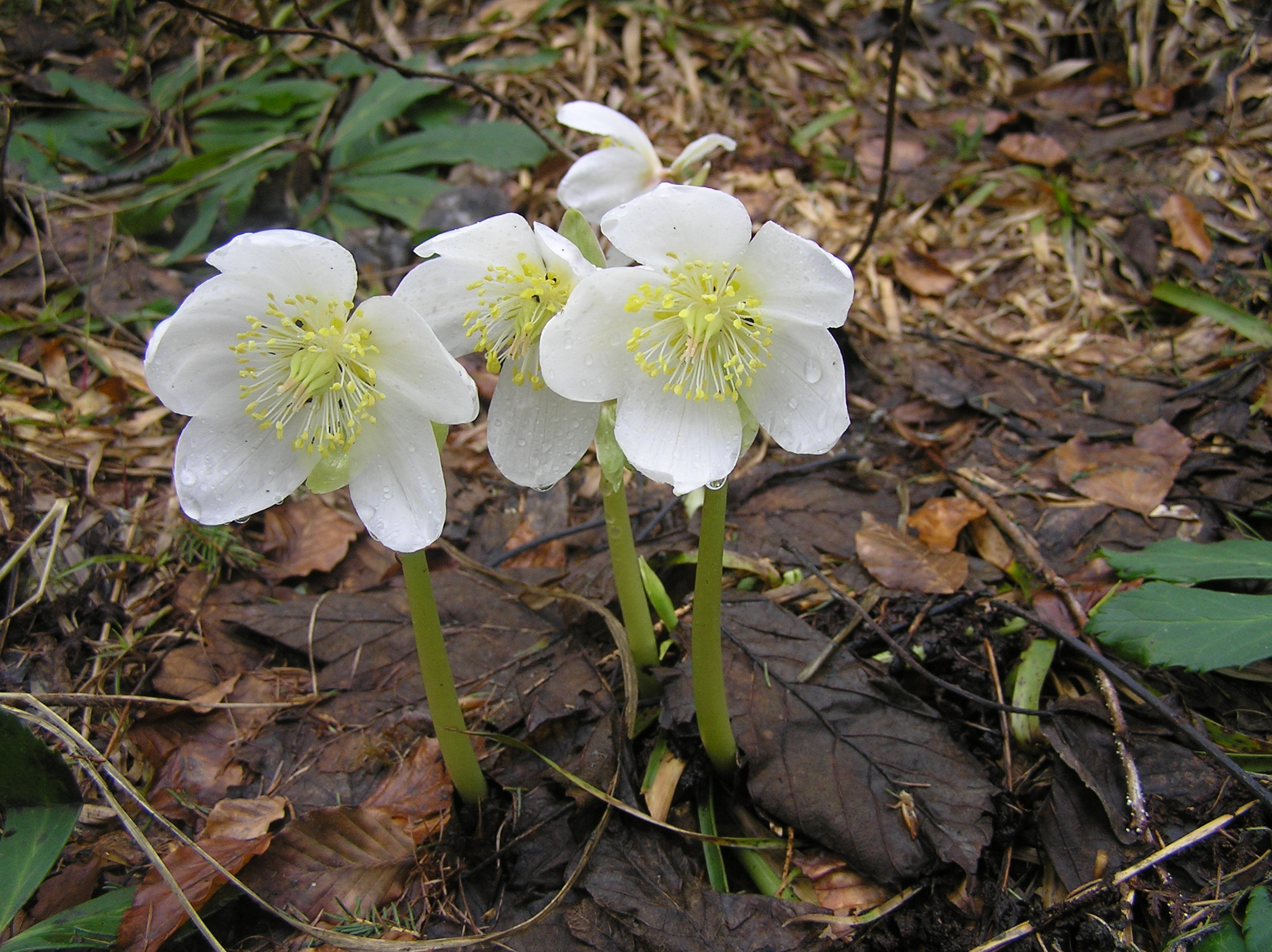
Dans les Alpes autrichiennes.
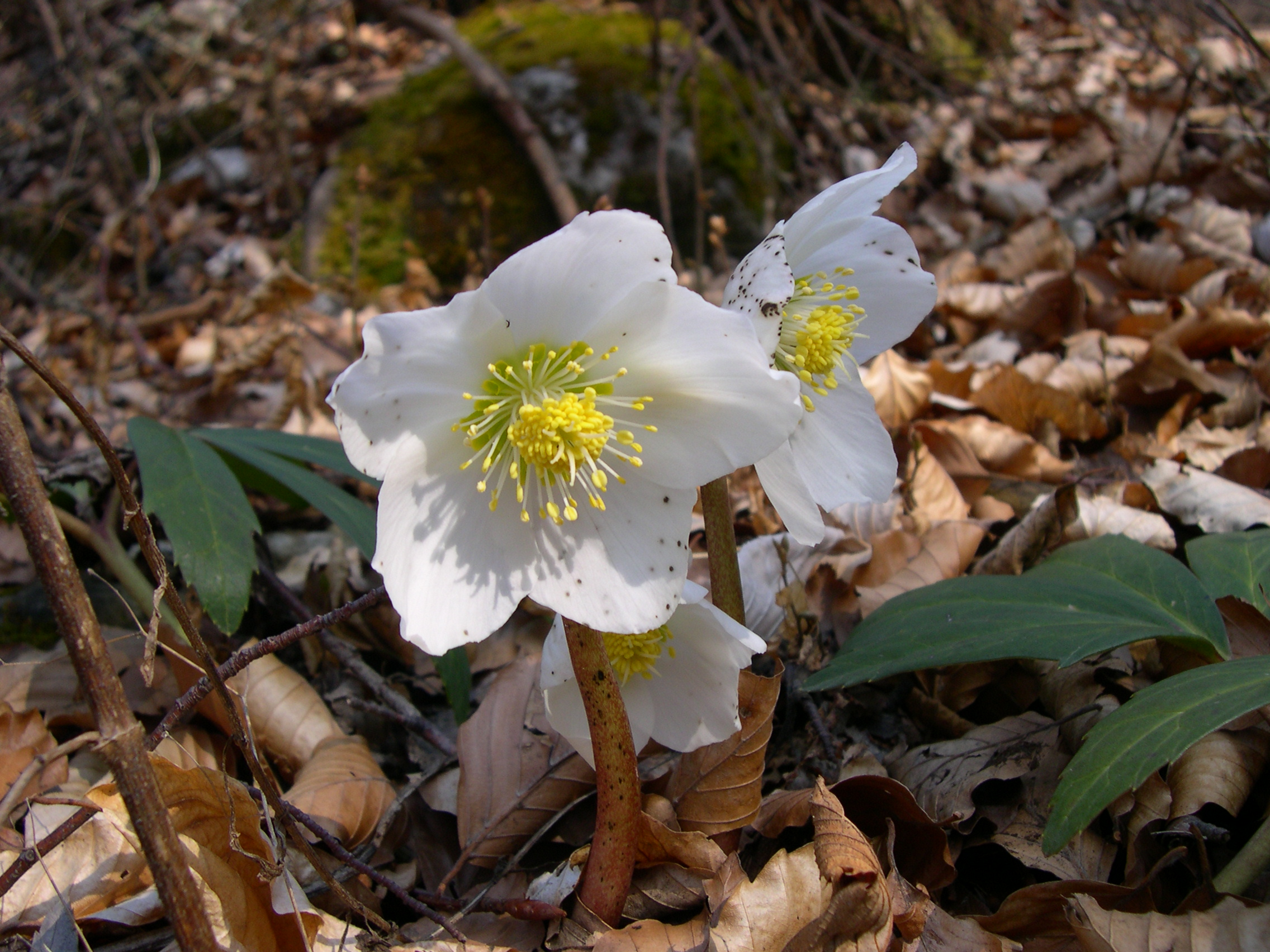
Dans les Alpes italiennes.
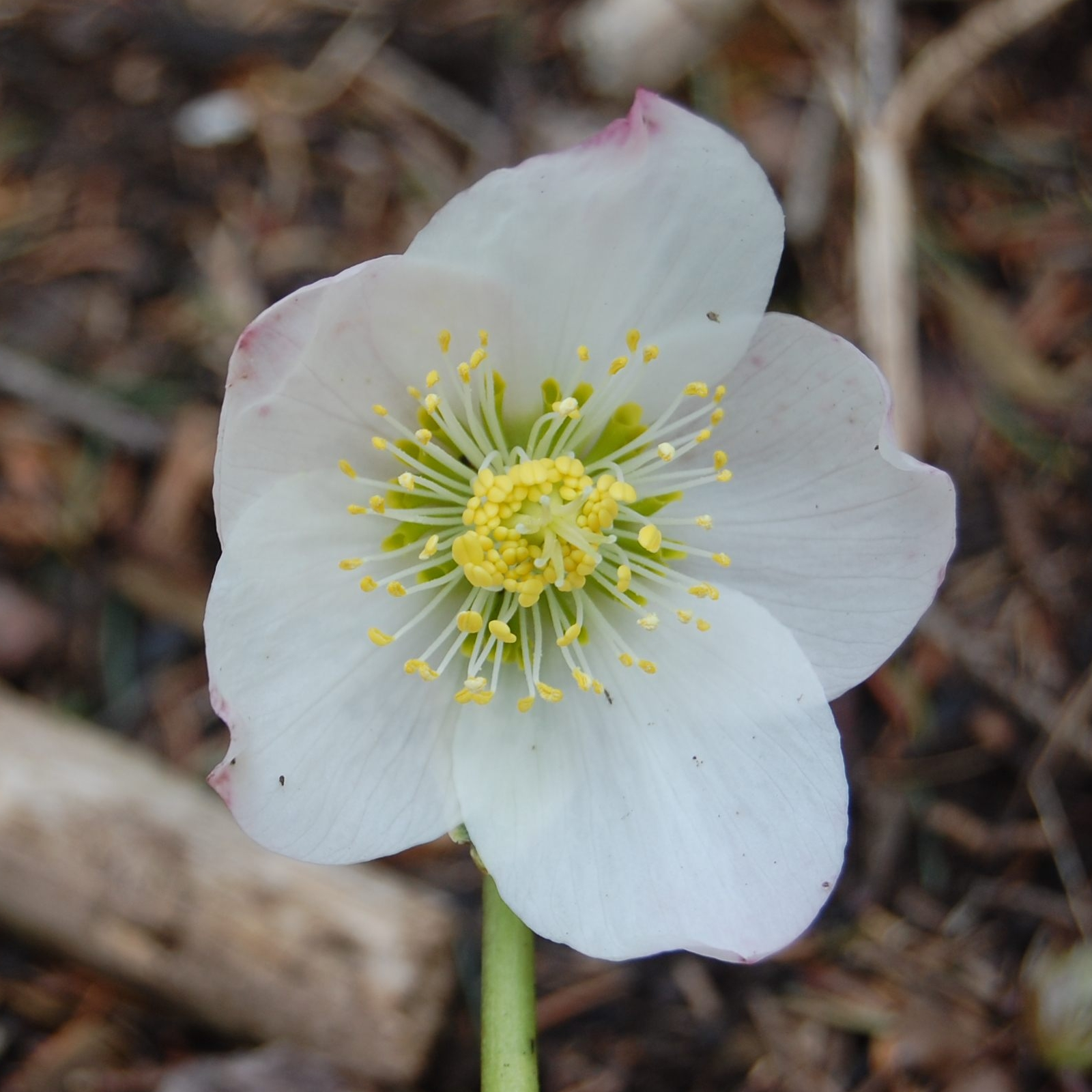
En Slovénie.

## Culture

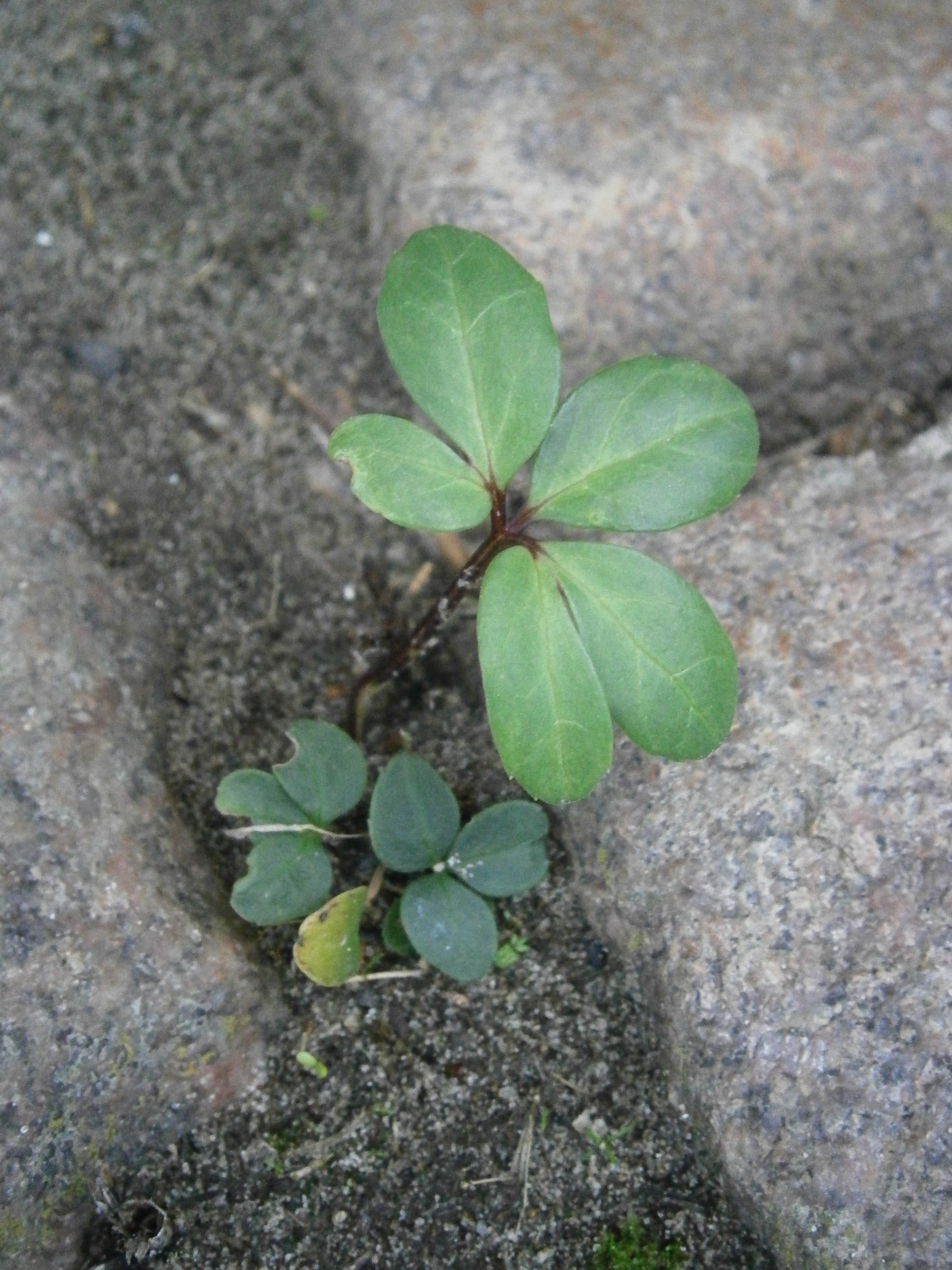
Semis spontané entre des pavés.

Les roses de Noël se plantent de septembre à mai, hors des périodes de fortes gelées. Dans les régions humides en hiver, ou en terre lourde et argileuse, il vaut mieux attendre le printemps pour planter les roses de Noël car leurs racines charnues craignent les excès d'eau en hiver. Les hellébores demandent une situation semi-ombragée, et préfèrent une terre drainée, riche en humus, restant fraîche de préférence.  Ils n'aiment pas les terres acides et préfèrent les sols calcaires. Les touffes bien installées résistent bien aux sécheresses estivales et ne craignent pas le froid.
Helleborus niger, la rose de Noël, fleurit en général de mi janvier à mars, parfois plus tôt. On peut la forcer à fleurir plus tôt, en pot en la maintenant à l’intérieur à température ambiante mais ce traitement peut lui être fatal. Quelques sélections à plus grandes fleurs ont été obtenues. 'Potter's Wheel' a des fleurs mesurant de 10 à 12,5 cm de diamètre. 'Marion' est une sélection à fleurs doubles.
La rose de Noël n’est pas facile à cultiver lorsque les conditions de culture ne sont pas idéales, elle est plus adaptée au climat semi-continental ou montagnard qu'océanique. Elle pousse lentement. Elle est sensible aux maladies cryptogamiques, qui provoquent des taches noires sur ses feuilles. Lorsque l’infection est sévère, elle peut aboutir à la mort de la plante.
Helleborus ‘Early Purple’, une sélection à floraison précoce de Helleborus orientalis subsp. abchasicus, est de culture plus facile en extérieur que la « vraie » rose de Noël. Lorsque le temps est clément, elle fleurit dès la mi-décembre, donc à la période de Noël.

## Propriétés
Comme pour l'hellébore fétide, la présence d'hétérosides cardiotoniques n'est pas prouvée. En revanche cette plante contient des saponines et, surtout, elle est riche en ranunculine libérant, par hydrolyse, une lactone très irritante, la proto-anémonine. Cette espèce est plus riche en ranunculine que l'hellébore fétide, sa toxicité est donc plus grande (surtout le rhizome) ; mais là encore, les intoxications humaines sont exceptionnelles et le plus souvent limitées à des picotements des muqueuses buccales, des vomissements, des diarrhées...

## Usages

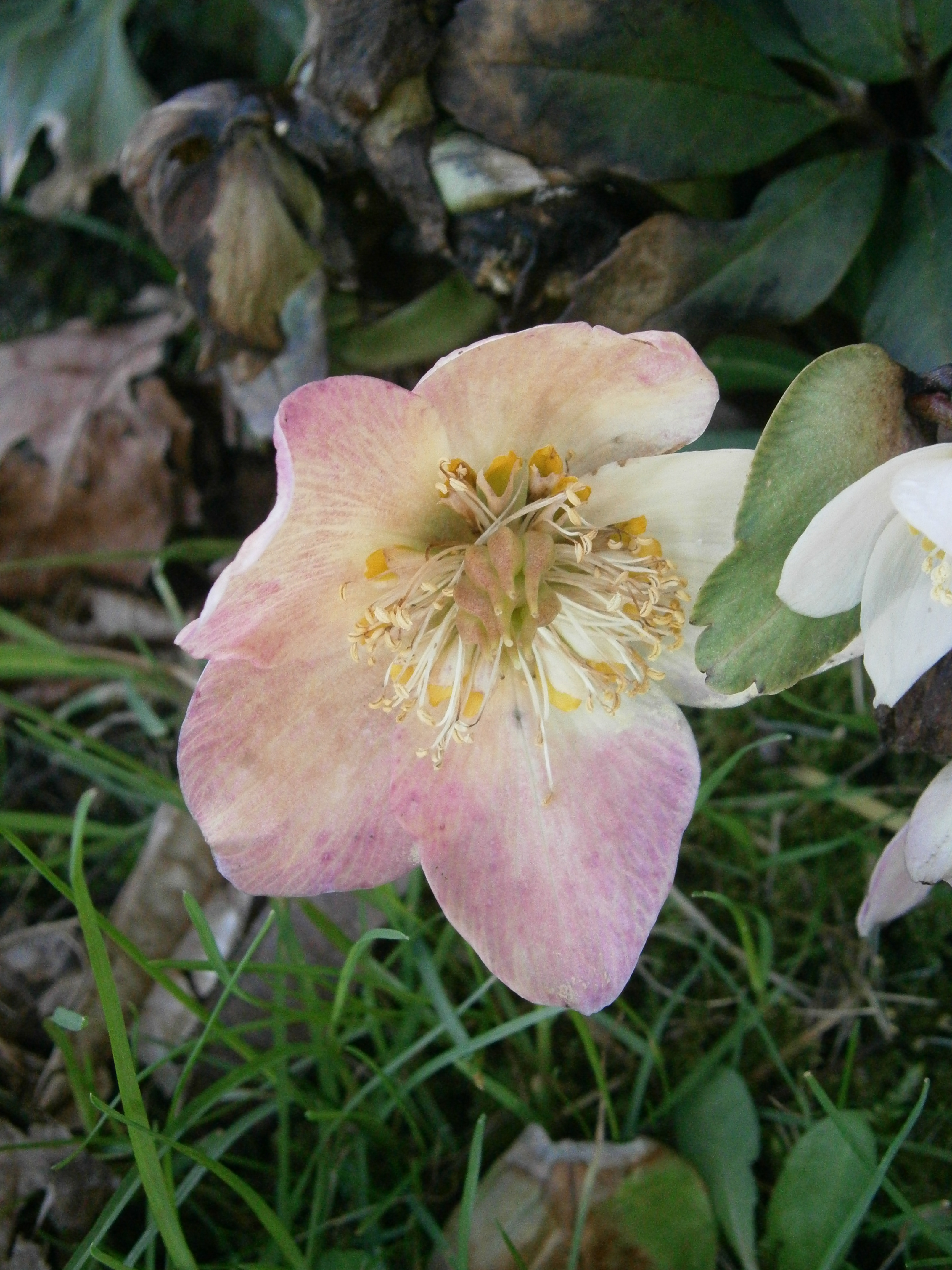
En fin de floraison..

### Folklore
Depuis le Moyen Âge, la fleur est placée dans certaines crèches. Elle symbolise la pureté et rappelle la légende à l'origine du nom de rose de Noël : la nuit de la naissance de Jésus-Christ, Madelon, une bergère gardant ses moutons, voit une caravane de bergers et Rois Mages traverser son champ enneigé pour aller offrir leurs cadeaux au nouveau-né. N'ayant rien à offrir, elle se met à pleurer. Un ange voit ses larmes sur la neige, les effleure et fait éclore son cadeau, une fleur blanche ombrée de rose : la rose de Noël.
Considérée comme un remède universel contre la folie dès l'Antiquité, Pline l'Ancien prétendait qu'elle était utilisée depuis la nuit des temps pour traiter les maladies mentales.
Au Moyen Âge aliboron désigne en ancien français une plante qui pourrait être l'hellébore car elle était utilisée à cette époque comme panacée. Aliboron a pu être associé au nom de maistre pour désigner le médecin, puis le savant et enfin l'âne ou le « maître Aliboron », personnage ridicule car se mêlant de tout.

### Utilisations médicinales
Dès l'Antiquité, elle est utilisée contre la goutte, certaines paralysies, la démence ou la folie,. Mais ces propriétés auraient en fait été confondues avec celles de l'Hellébore blanc, c'est-à-dire le  Vératre blanc.
La rose de Noël est en réalité toxique en raison de sa teneur en certains glucosides tels que l'helléborine et l'helléboréine. Toutes les parties de la plante sont toxiques. Il faut la manipuler avec des gants et la tenir éloignée des enfants et des animaux.
Outre ces propriétés vermifuges et purgatives, ses feuilles étaient prescrites comme stimulant cardiaque aux personnes âgées. L'issue généralement fatale du traitement, fait qu'aujourd'hui il est considéré comme beaucoup trop toxique pour être utilisé. Les cardiotoniques présents dans la plante ont une action identique à celle de la digitale pourpre.

### Hybrides
Helleborus niger forme les hybrides stériles suivants avec les espèces caulescentes de la section Chenopus :
- Helleborus ×nigercors J.T. Wall (Helleborus niger × Helleborus argutifolius) : nombreuses fleurs blanches ; longue période de floraison
- Helleborus ×ballardiae B. Mathew  (Helleborus niger × Helleborus lividus) : fleurs rosées ou brunâtres
- Helleborus ×ericsmithii B. Mathew (Helleborus ×sternii × Helleborus niger) : fleurs blanches lavées de rose

## Remarques
- On appelle « rose de Noël » différentes variétés obtenues à partir de Helleborus niger ainsi que diverses sélections de Helleborus ×hybridus à floraison précoce comme par ex. Helleborus ‘Early Purple’.
- Helleborus niger est une des rares espèces d’hellébores qui produisent des exemplaires à fleurs doubles.

## Roses de Noël
Différentes plantes sont dénommées roses de Noël, sans point commun botanique :
- l'hellébore noir (rose de Noël blanche à rose)
- le poinsettia (rose de Noël rouge)